# ハッケンサック川
ハッケンサック川（英語: Hackensack River）は、ニューヨーク州ロックランド郡からニュージャージー州バーゲン郡を通りメドウランドを抜け、ニューアーク湾に注ぐ全長72kmの河川。
下流において汚染が深刻で、かつてはアメリカで一番汚れた川と言われていた。

## 詳細
ハッケンサック川の源流はロックランド郡ウェスト・ハベストローにある小さな沼である。その水はデフォレスト湖に流れ込む。かつてこの辺りは大きな湿地帯だったが、人口の急増に伴いデフォレスト湖が作られた。
デフォレスト湖からはハドソン川と並行して南下する。ハドソン川とハッケンサック川の間にはニュージャージー・パリセードと言われる岩盤（丘陵）が南北に続くので、２つの川は交わることなく最終的には大西洋に注ぐ。
ハッケンサック川には人口の流入により水道水の確保のためいくつかの人口湖が造られた。北からデフォレスト湖、タッパン湖、オラデル貯水池である。
川はニュー・ミルフォード、リバーエッジ、ハッケンサック、ティーネック、リッジフィールド・パークを抜けリトル・フェリー近辺でオーバーペック川と合流する。その後セカーカス辺りから湿地帯になり、ジャージー・シティを抜けニューアーク湾に注ぐ。